# Salgesch
Salgesch (fr. Salquenen) – miejscowość i gmina (Politische Gemeinde) w południowej Szwajcarii, w kantonie Valais, w okręgu (Bezirk) Leuk. Leży nad Rodanem.

## Demografia
W Salgesch mieszkają 1 622 osoby. W 2021 roku 15,7% populacji gminy stanowiły osoby urodzone poza Szwajcarią. 

## Transport
Przez teren gminy przebiega droga główna nr 9. 